# Orleaniano
L'Orleaniano è uno stadio regionale nel Neogene terrestre dell'Europa. Nella scala dei tempi geologici, è equivalente al Miocene medio e collocato tra 20,0 e 16,0 milioni di anni fa. Viene utilizzato soprattutto nelle classificazioni delle European Land Mammal Ages, dove segue l'Ageniano e precede l'Astaraciano e comprende le zonazioni MN 3-5.

## Etimologia e località tipo
Lo stadio prende il nome dalla città francese di Orléans, nei pressi della quale si trova la località tipo.

## Definizione
Il limite inferiore è definito dalla presenza di resti fossili dei grandi di mammiferi dei generi Gomphotherium, Procervulus, Lagomeryx, Actoocemas, Palaeomeryx, Brachyodus, Anchitherium, Aureliachoerus, Hemicyon. Nessun fossile biozonale è stato ancora trovato tra i piccoli mammiferi. Lo stadio si conclude con la prima apparizione di Tethytragus, Hispanomeryx, Euprox, Listriodon tra i grandi mammiferi; Megacricetodon crusafonti e Megacricetodon gersi tra i piccoli mammiferi.
Lo stadio è correlato con gli stadi cronostratigrafici del Burdigaliano e Langhiano inferiore. In geocronologia, ciò corrisponde al periodo compreso tra 20,4 e 15 milioni di anni fa.

## Suddivisione
L'Orleaniano è suddiviso in tre biozone MN 3, 4 e 5 e può essere quindi suddiviso in Orleaniano inferiore, medio e superiore.

## Migrazione dell'Ageniano-Orleaniano inferiore (23,8-18,0 milioni di anni fa)
In corrispondenza della transizione Oligocene-Miocene (23,8 milioni di anni fa), la via d'acqua dell'Oceano Tetide, compresa tra la Placca araba e la Placca iraniana, isolava l'Africa dall'Eurasia. Questa separazione perdurò fino alla graduale chiusura della Tetide avvenuta alla fine della MN 3 (19-18 milioni di anni fa), quando l'America risultava collegata all'Asia tramite il ponte di terra della Beringia.
Attraverso questa connessione l'equide Anchitherium si disperse in Asia; la sua presenza è registrata nella Penisola iberica dalla MN 3 e in Asia minore da MN 6, mentre non è stata evidenziata nella penisola balcanica, il che fa supporre che i Balcani fossero isolati dall'Asia minore in quel periodo.
Nell'Europa occidentale, nella MN 1 apparve il suide Hyotherium, mentre nella MN 2 lo Xenohyus.  L'anthracotheriidae Brachyodus fece la sua comparsa nella MN 3; la fauna corrispondente a MN 1-3 è piuttosto rara nel mediterraneo orientale e in Grecia nelle MN 34. Lo spalacide (roditore) Debruijnia è noto in Asia minore a partire dalla MN 3 e a Aliveri, in Grecia, dall'inizio della MN 4. Questo suggerisce la presenza di una qualche forma di connessione tra Asia minore e Balcani.

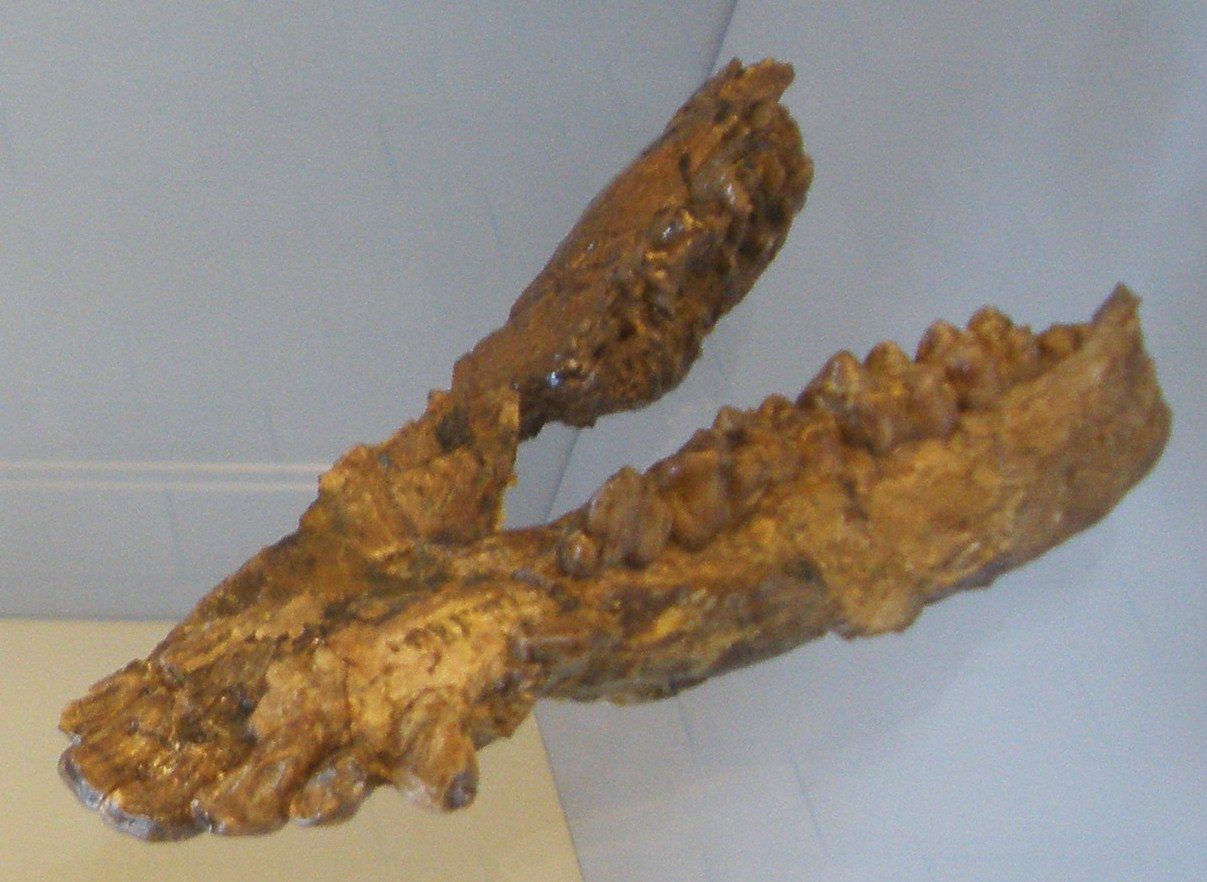
Mandibola di Hyotherium
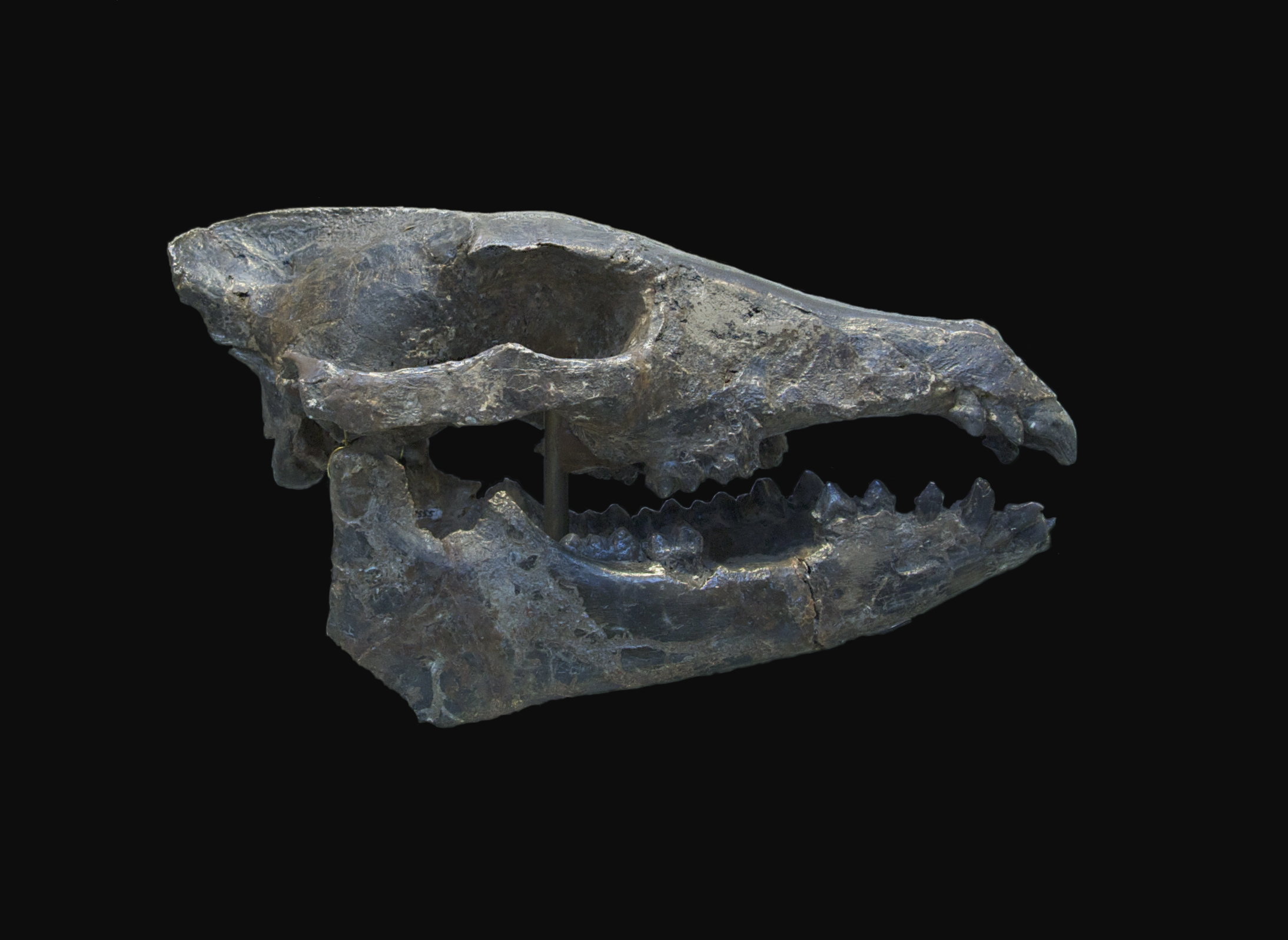
Cranio di Hyotherium
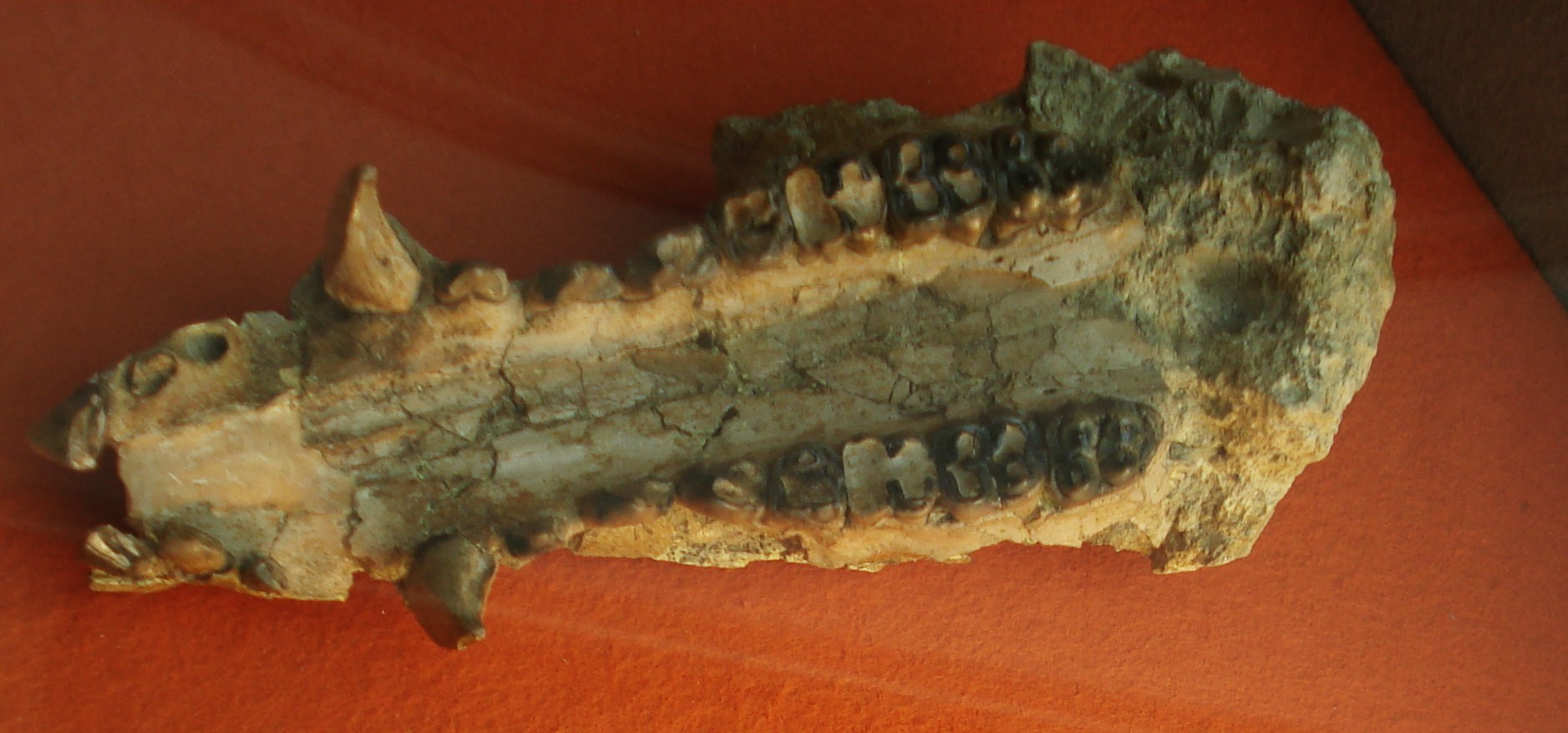
Hyotherium soemmeringi
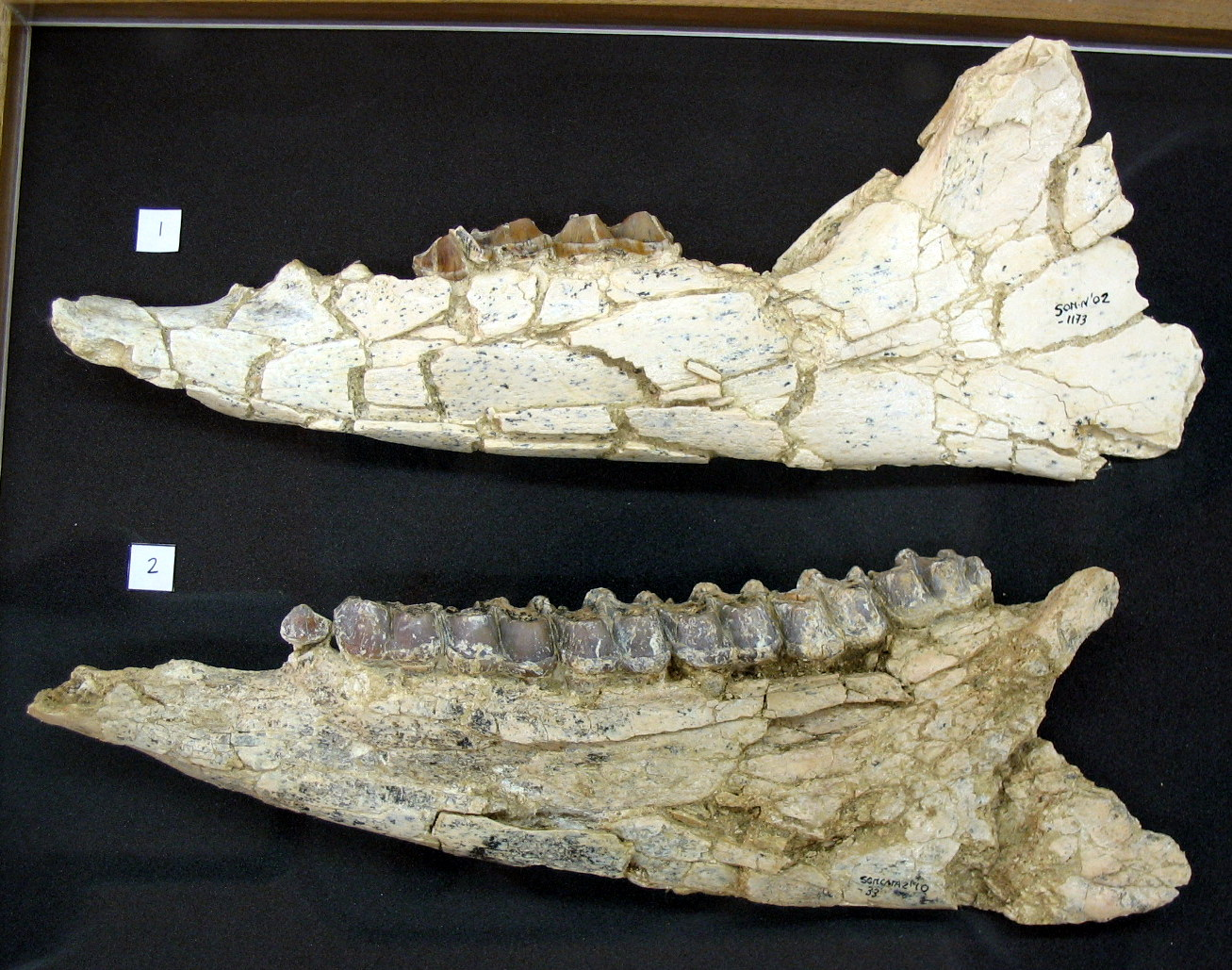
Mandibole di Anchitherium
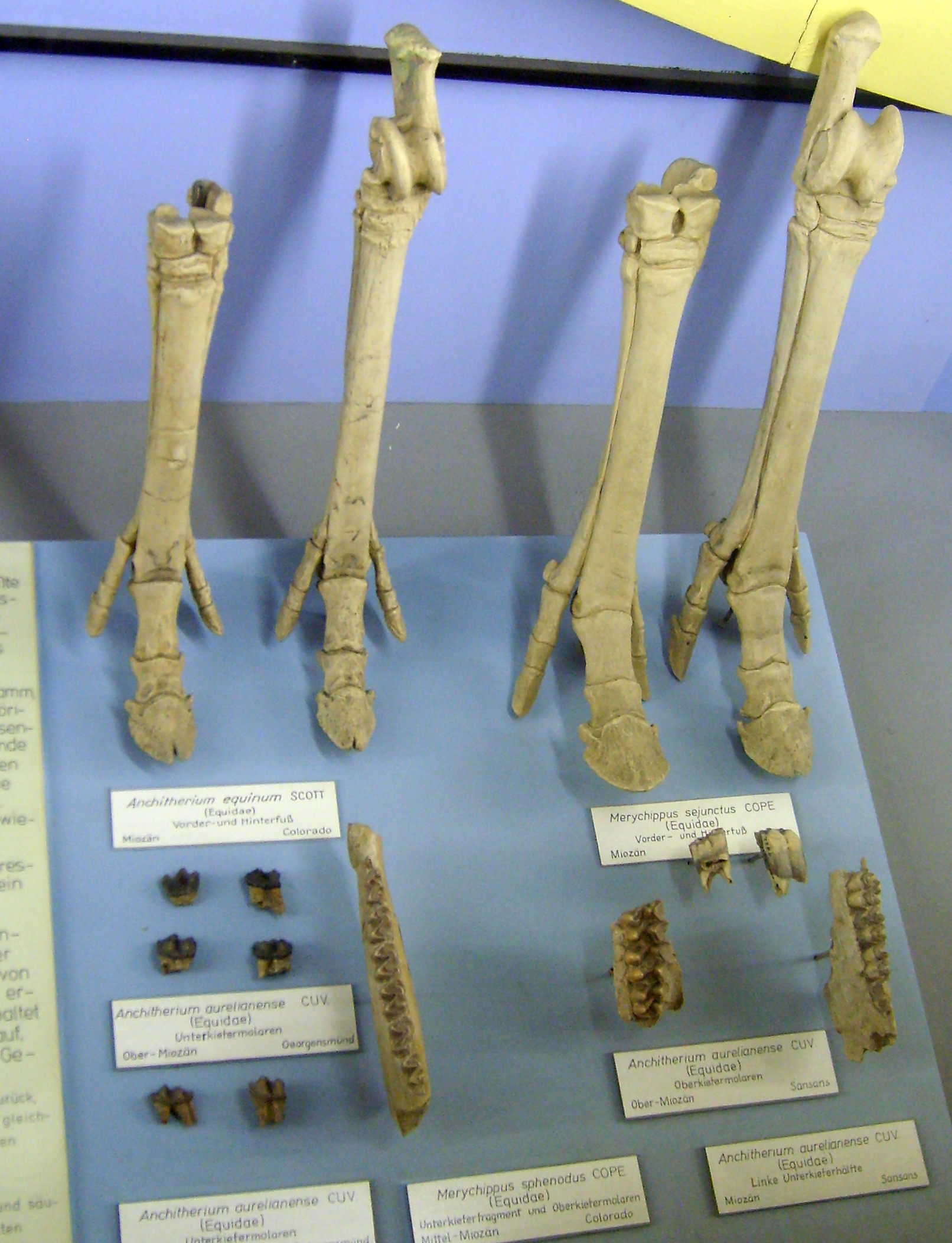
Anchitherium

## Migrazione del medio Orleaniano (18,0-17,0 milioni di anni fa)
La connessione tra Eurasia e Africa, nota come ponte di terra del Gomphotherium, venne ristabilita alla fine MN 3. Ci sono tuttavia evidenze della formazione di ponti di terra temporanei tra Eurasia e Africa già prima della chiusura definitiva della via d'acqua dell'Oceano Tetide; questo ha permesso l'emigrazione di alcuni mammiferi tra le due masse continentali. Con la connessione tra i Balcani e l'Asia minore si chiuse anche la via d'acqua della Paratetide, trasformando le basse acque del mare in un bacino isolato con una sua fauna endemica.
Il ponte di terra del Gomphotherium permise all'iracoide Pliohyrax di migrare verso l'India, dove si hanno evidenze a partire dalla fine della MN 3. Sono state trovate tracce in Turchia a partire dalla MN 6; siccome anche il deinoterio Prodeinotherium è stato ritrovato a Lesbo, in Grecia, sembra ragionevole supporre che vi sia stato un collegamento tra queste regioni attorno a 18,4 milioni di anni fa.
Le migrazioni attraverso i ponti di terra avvennero in entrambe le direzioni attorno a 20,7 milioni di anni fa. La fauna MN 3 trovata a Negev, in Israele, mostra una mescolanza di taxa africani e euroasiatici che è rappresentativa di questi interscambi: gli elefantidi Prodeinotherium e Gomphotherium, il carnivoro Anasinopa, il piccolo ungulato Dorcatherium, il pika primitivo Kenyalagomys e il roditore Megapedetes dall'Africa; il bovide Eotragus, il suide Listriodon e i Rhinocerotidae dall'Asia.
I primi a emigrare dall'Africa furono i proboscidati Gomphoteres e Deinotheres che andarono a far parte della fauna delle colline Bugti in India attorno a 18,3 milioni di anni fa; erano già noti nelle regioni mediterranee orientali attorno a 18,4 milioni di anni fa, e nella penisola iberica 18 milioni di anni fa all'inizio della MN 4. Le migrazioni dall'Asia includono il bovide Eotragus, il suide Bunolistriodon, il nimravidae Prosansanosmilus, roditori come Megacricetodon, Democricetodon, Cricetodon e Eumyarion.
La sottofamiglia Democricetodontinae apparve in Asia minore nel corso delle MN 1-2, in Africa e in Asia nella MN 3, in America nelle MN 3-4; nei Balcani e nell'Europa occidentale nella MN 4.

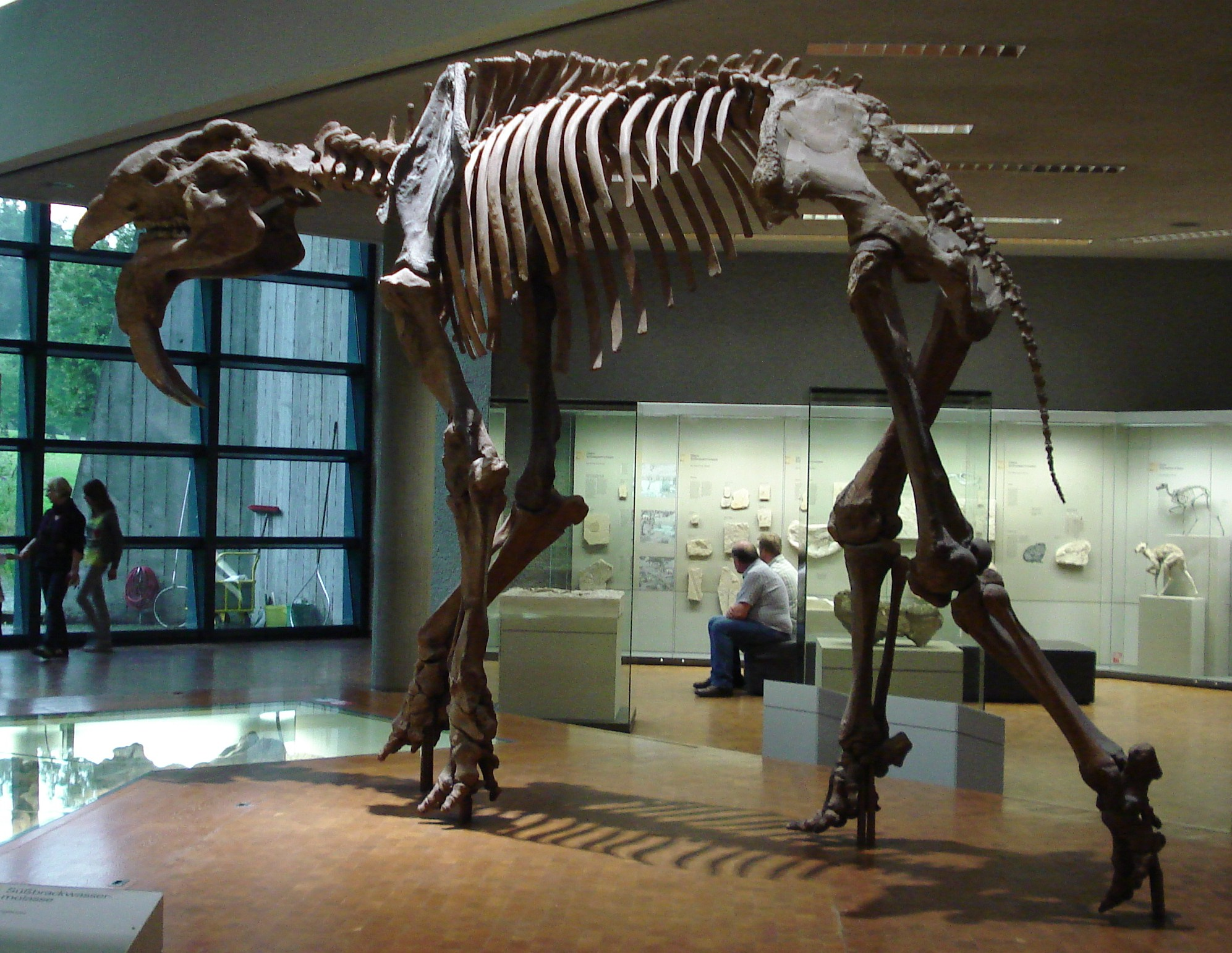
Prodeinotherium bavaricum
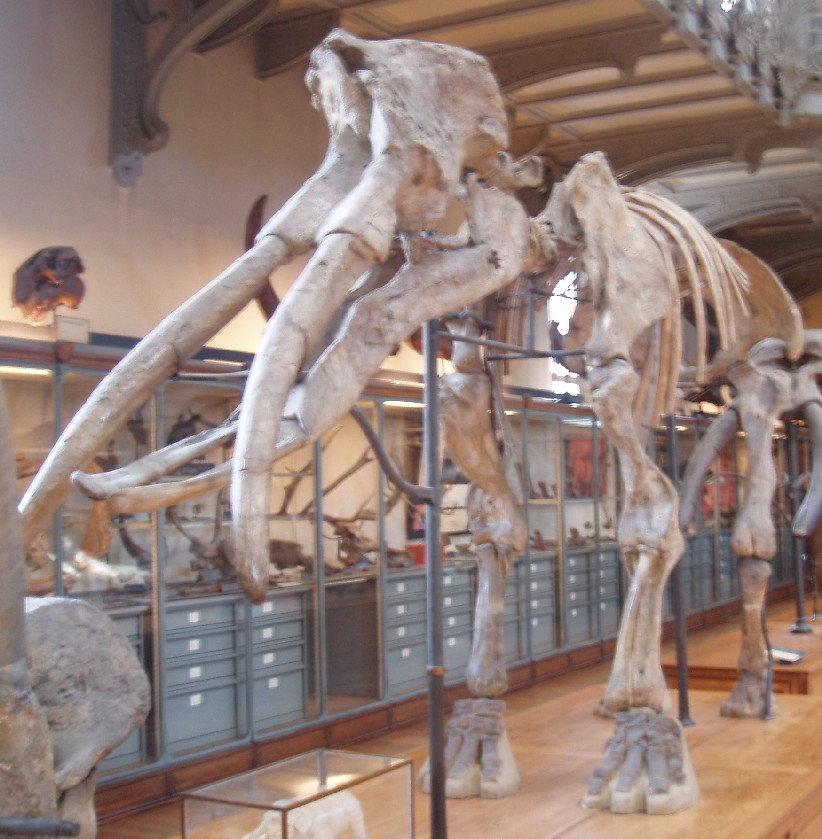
Gomphotherium angustidens
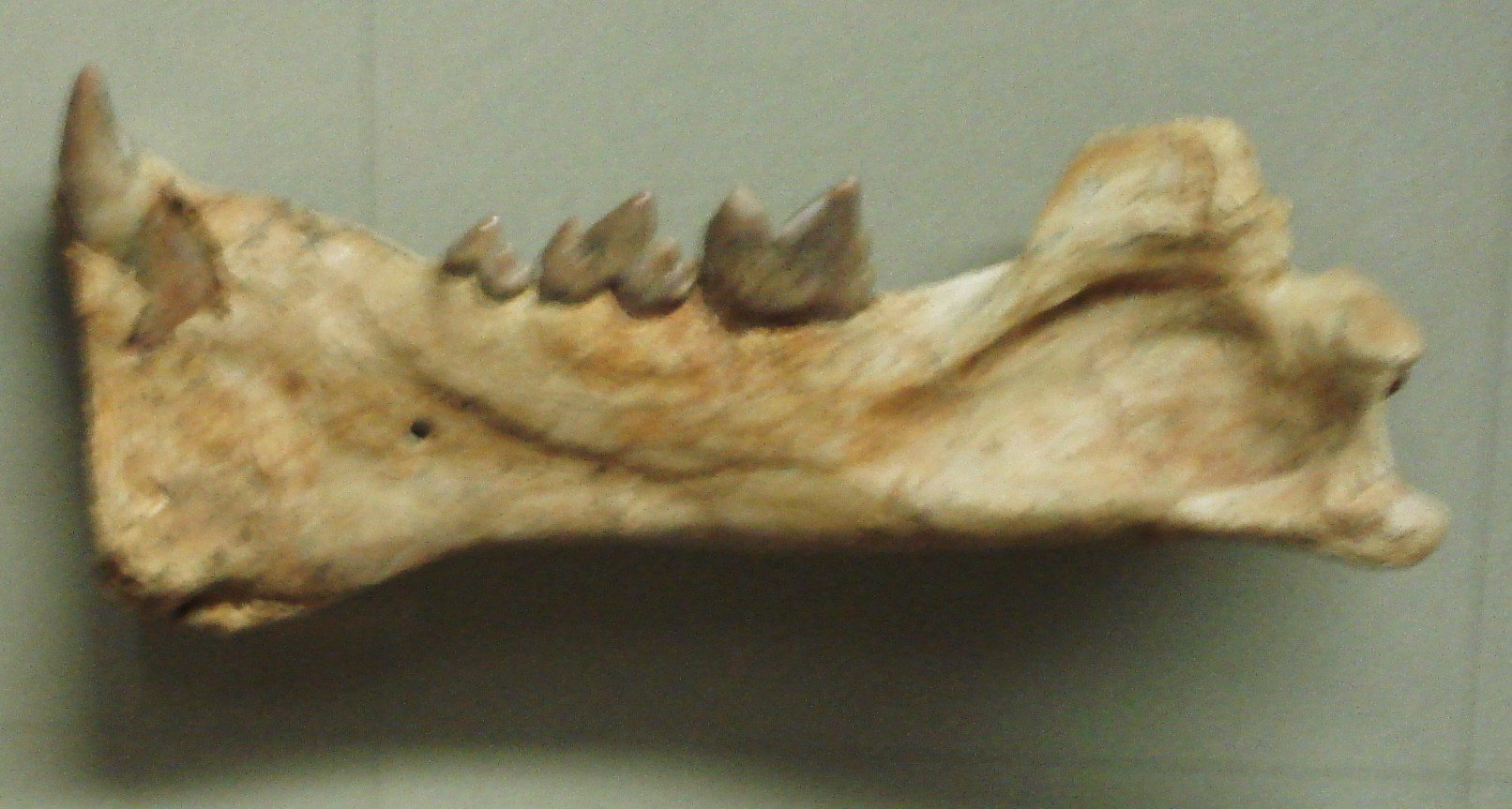
Mandibola di Prosansanosmilus
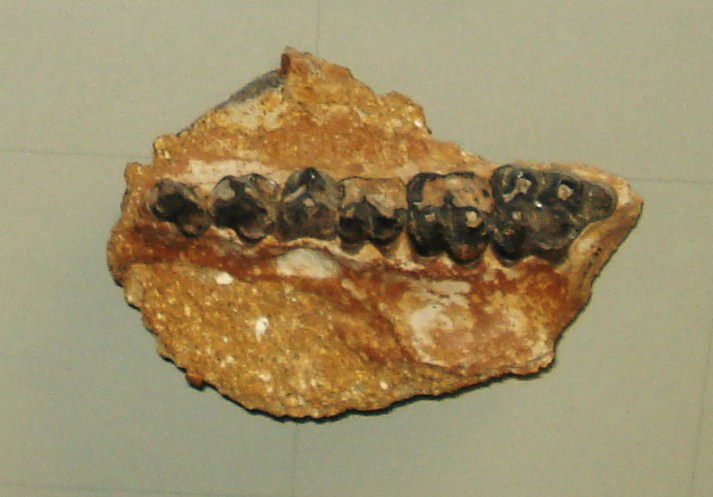
Mascella di Bunolistriodon
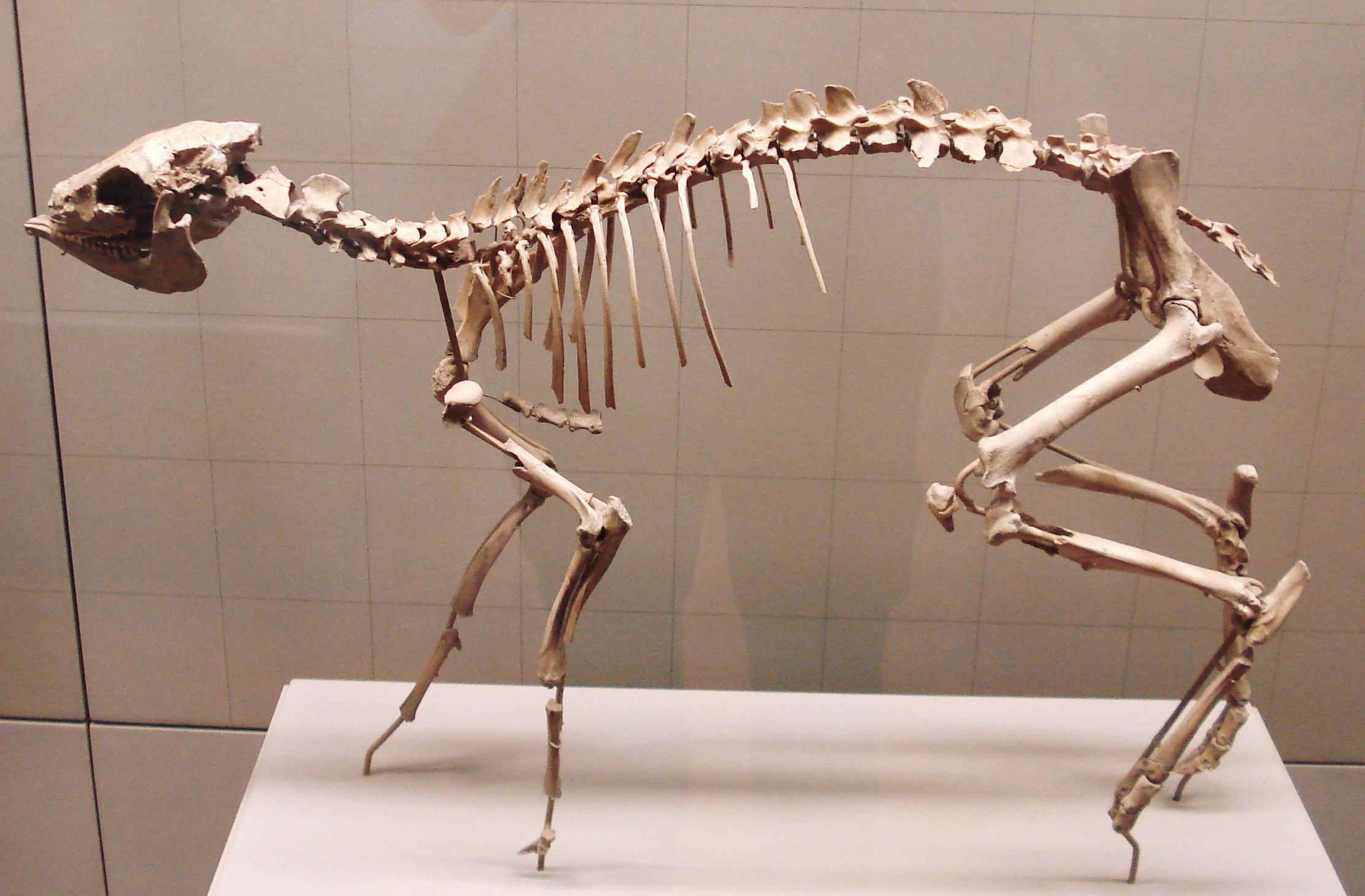
Dorcatherium
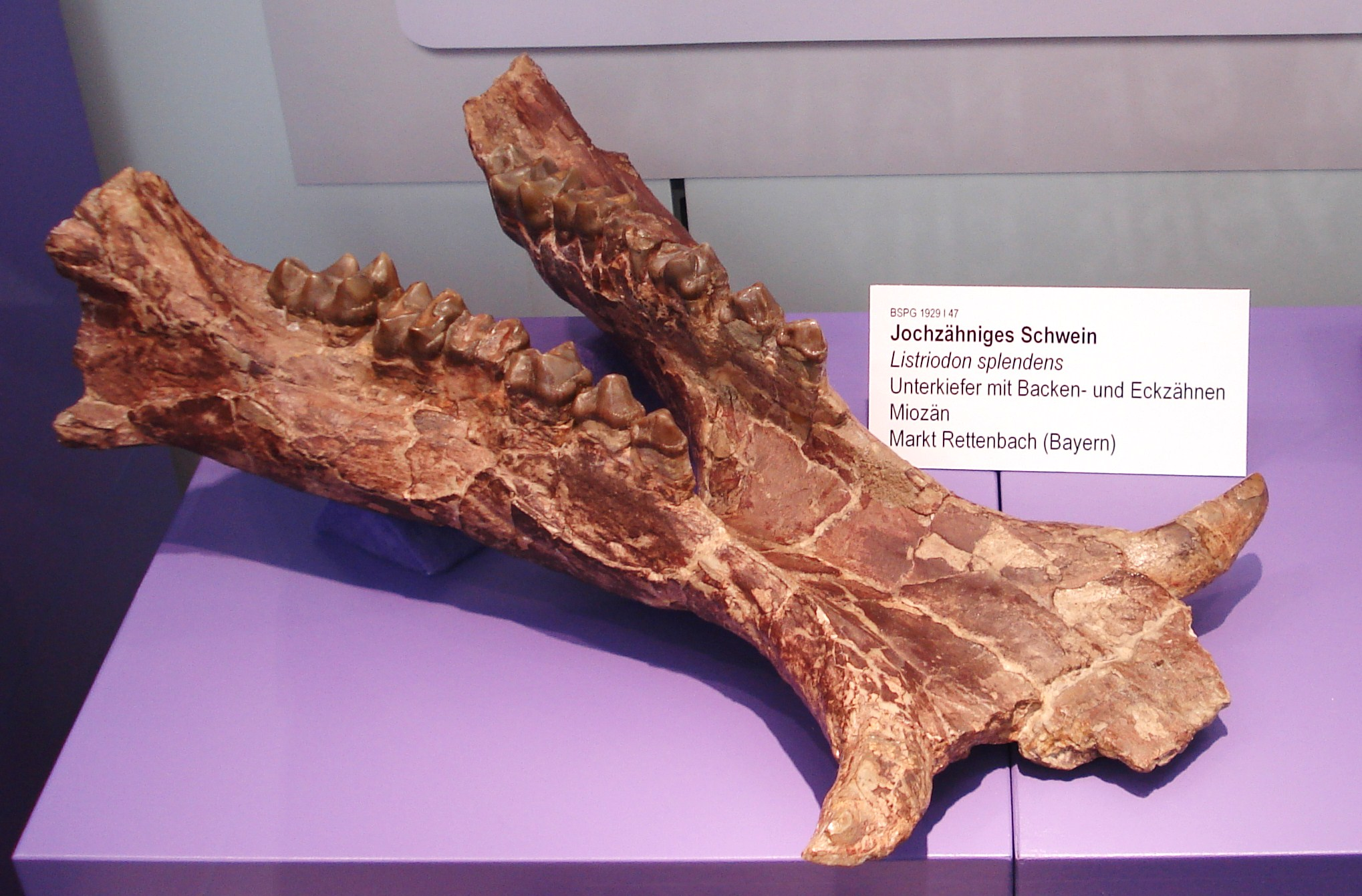
Mandibola di Listriodon splendens